# Ole Bischof
Ole Bischof (Reutlingen, 27 de agosto de 1979) é um ex-judoca alemão da categoria até 81 quilos.
Bischof ganhou a medalha de ouro nos Jogos Olímpicos de Verão de 2008 na categoria até 81 kg vencendo o sul-coreano Kim Jae-Bum por yuko. Antes disso, derrotou o brasileiro e campeão mundial Tiago Camilo que venceu a medalha de bronze.